# NB-1
Le NB-1 est un système d'arcade destiné aux salles d'arcade, créé par Namco en 1993.

## Description
Namco créé le NB-1 en 1993. Ce système utilise la même architecture et le matériel (puce et processeur) que le NA-2 (qui sortira un an plus-tard). La seule variante importante entre les deux systèmes réside dans le nombre de circuits imprimés.
Deux pcb, une sorte de pcb « carte mère » et une pcb supportant le jeu forment le NB-1. Certains jeux comportent des variations minimes au niveau des choix des puces…
Namco utilise cette fois-ci, le nouveau (à l'époque) Motorola 68EC020 en guise de processeur principal. Des processeurs secondaires sont utilisés, des puces custom de chez Namco (C329, C137). Le NB-1 possède des puces graphiques custom Namco (123, 145, 156, C116, C355, 187, C347). Le son est géré par une nouvelle révision du Mitsubishi M37702 16 bit modifié appelé C75, ainsi qu'un C351 (Namco custom). Ce système utilise également une puce sonore supplémentaire, une Namco C352. Une autre puce Namco custom s'occupe des contrôles (C160),.
Ce système a été essentiellement pensé pour le marché américain et asiatique, on y retrouve une majorité de jeux de baseball. Seulement une poignée de jeux verra le jour sur cette plate-forme…

## Spécifications techniques

### Processeurs
- Processeur principal : Motorola 68EC020 cadencé à 24,192 MHz
- Processeur secondaire : Namco C329, C137

### Vidéo
- Puces graphiques :
  - 123, 145, 156, C116, C355, 187, C347
- Résolution :
  - 288 × 244
  - 244 × 288
- Palette de 8192 couleurs

### Audio
- Processeur son :
  - C75 : Mitsubishi M37702 modifié avec bios interne cadencé à 16,128 MHz
  - Namco C351
    - 32 canaux
    - 42 kHz stéréo 8-bit linéaire et 8-bit muLaw PCM
    - 4 canaux de sortie
- Puce audio : Namco Custom C352 cadencé à 16,128 MHz
- Capacité audio : Stéréo

## Liste des jeux
| Titre                   | Développeur | Éditeur | Système | Genre | Date |
| ----------------------- | ----------- | ------- | ------- | ----- | ---- |
| Great Sluggers          | Namco       | Namco   | NB-1    |       | 1993 |
| Great Sluggers '94      | Namco       | Namco   | NB-1    |       | 1994 |
| J-League Soccer V-Shoot | Namco       | Namco   | NB-1    |       | 1994 |
| Nebulas Ray             | Namco       | Namco   | NB-1    |       | 1994 |
| Point Blank             | Namco       | Namco   | NB-1    |       | 1994 |
| Super World Stadium '95 | Namco       | Namco   | NB-1    |       | 1995 |
| Super World Stadium '96 | Namco       | Namco   | NB-1    |       | 1996 |
| Super World Stadium '97 | Namco       | Namco   | NB-1    |       | 1997 |